# Gás de Camisea
Gás de Camisea é um projeto estabelecido pelo Anel Energético Sul-Americano, que extrairá gás natural de diversas fontes como o Rio Urubamba, na zona central do Peru.